# Ennal
Ennal est un village de la commune belge de Vielsalm située en Région wallonne dans la province de Luxembourg. Son nom proviendrait d'Alsena, nom donné autrefois au ruisseau qui le traverse.
Avant la fusion des communes en 1977, il faisait partie de la commune de Grand-Halleux.